# NGC 3317
NGC 3317 – gwiazda potrójna znajdująca się w gwiazdozbiorze Hydry. Skatalogował ją Edward P. Austin 24 marca 1870 roku.